# Кіладзе Ролан Ілліч
Ролан Ілліч Кіладзе (груз. როლან კილაძე; (24 вересня 1931 , Тифліс  — 22 лютого 2010 , Тбілісі, Грузія )) — радянський і грузинський астроном. Лікар-фізико-математичних наук (1982), член-кореспондент національної академії наук Грузії (1988). На честь його честь малій планеті 4737 присуджено ім'я «Кіладзе» (4737 Kiladze) [Архівовано 13 квітня 2021 у Wayback Machine.]. Міжнародним Астрономічним Союзом один із кратерів планети Плутона був названий на честь Ролана Кіладзе (кратер Кіладзе) за його внесок у вивченні фотометрії, астрометрії та динаміки (2019). Про Р. І. Кіладзе знято документальний фільм «Червоні зірки» (1982).

## Біографія
Народився 23 вересня 1931 року. У 1950—1955 рр. навчався у Тбіліському державному університеті, з 1955 року — співробітник Абастуманської астрофізичної обсерваторії. 1962 року захистив кандидатську, а 1982 р. — докторську дисертацію. З 1988 р. — член-кореспондент Грузинської Академії Наук. У 2001—2006 рр. Роман Кіладзе обіймав посаду директора національної астрофізичної обсерваторії Грузії. Також, у 2004—2006 рр. призначений головою спеціалізованої вченої ради Абастуманської обсерваторії.
Одночасно з науковою роботою займався педагогічною діяльністю у Тбіліському державному університеті імені І. Джавахішвілі (1962—2006), в Педагогічному університеті ім. Сулхан-Саба Орбеліані (1985—1990), а з 2007 по 2010 рік був професором Державного університету Іллі.
З 1964 року був членом Міжнародного Астрономічного Товариства, а з 1982 року — членом Європейської Астрономічної Ради. Протягом багатьох років був заступником голови Комітету з астронавтики Грузії та віце-президентом Грузинського астрономічного товариства.

## Внесок в науку

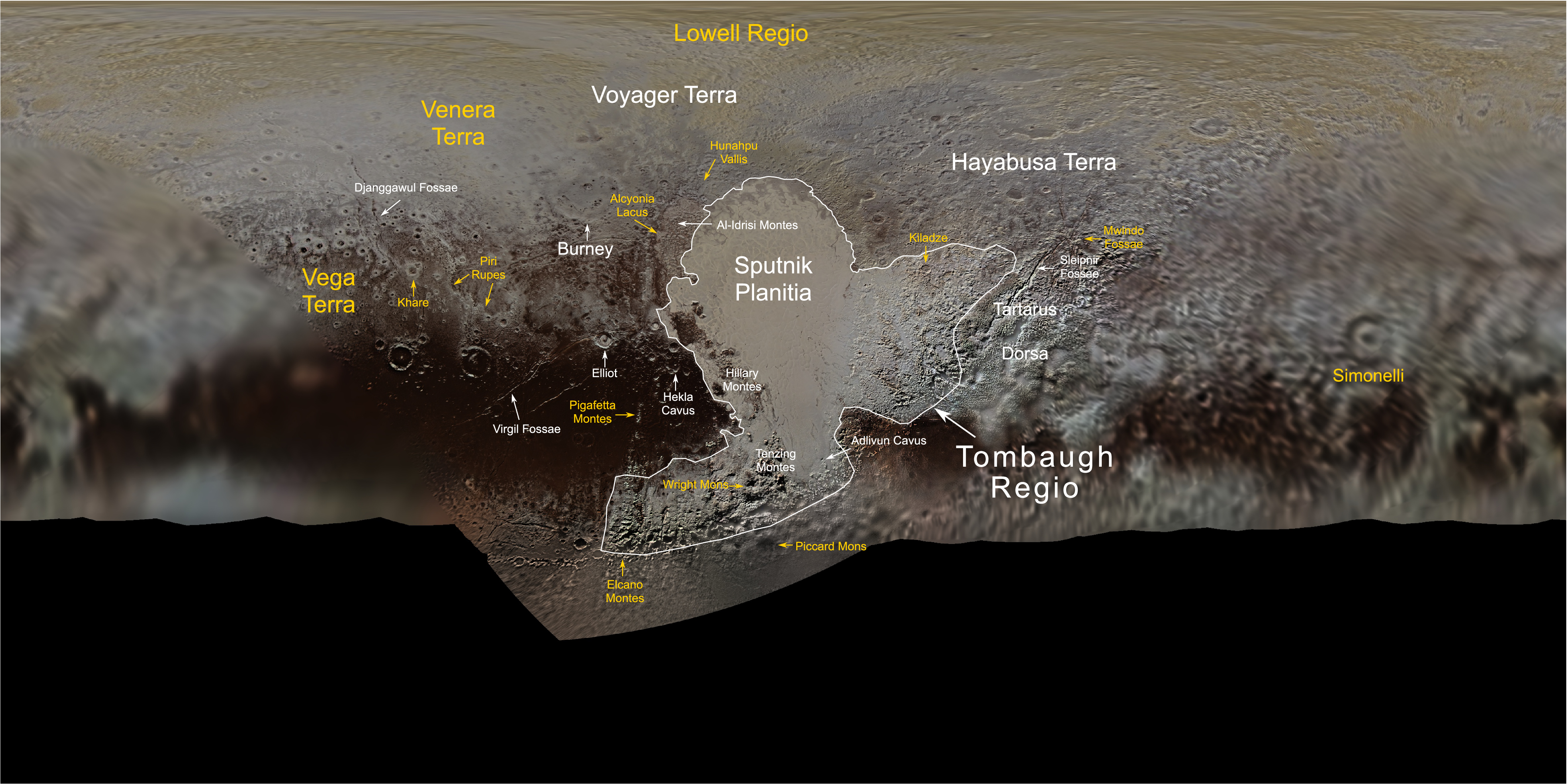
Кратер Кіладзе (по центру зображення) на поверхні Плутона

Ролан Кіладзе вивчав рух та походження тіл Сонячної системи. Він розробив універсальну формулу визначення тривалості доби для далеких планет (1965). Визначив масу Плутона (1967). Фотометричним методом Ролан Кіладзе розрахував товщину кілець планети Сатурн (1969), що у 1995 р. було підтверджено спостереженнями, виконаними з допомогою космічного телескопа Габбл. Визначив ознаки існування атмосфери планети Меркурій (1974). Виявив наднову зірку у сузір'ї Лебедя (1975). Розробив теорію про сучасне обертання планет, яка підтвердилася в 2005 виявленням ще двох невеликих супутників Плутона (1986).
Кіладзе припускав, що планета Плутон все ще знаходиться в процесі формування і вона ще оточена частинками. Він передбачив існування супутника Плутона Харона за рік до його відкриття (1977).
Разом із колегами із Санкт-Петербурга розробив теорію руху геостаціонарних супутників (2001). Виявив явище регуляризації орбіти уламків супутників (2004). На основі цього відкриття було створено теоретичну можливість збору " космічного сміття «. Знайшов критерій передбачення зіткнення з Землею астероїда на основі всього двох позиційних спостережень за короткий період часу (2004).
Автор монографії „Сучасне обертання планет, як результат розвитку навколопланетних роїв дрібних частинок“ (1986) та „Теорія руху геостаціонарних супутників“ (2008, співавтор Сочіліна О. С.), підручника для студентів вищих навчальних закладів „Курс теоретичної астрофізики“, трьох каталогів геостаціонарних супутників, а також понад 150 наукових статей та нотаток.

## Нагороди
- 1970 — Медаль «За відважну працю» ;
- 1971 — Державна Премія СРСР ;
- 1986 — Медаль «Ветеран праці»;
- 1986 — Медаль «25 років польоту людини в космос»;
- 1987 — Медаль «30 років польоту людини в космос»[Архівовано 13 квітня 2021 у Wayback Machine.];
- 1987 — Медаль ім. Академіка Корольова;
- 1988 — Медаль ім. Академіка Челомея[Архівовано 30 серпня 2020 у Wayback Machine.];
- 1991 — Медаль XXX років польоту Ю. Гагаріна в космос»[Архівовано 13 квітня 2021 у Wayback Machine.];
- 1991 — Медаль ім. Ціолковського;
- 1991 — Медаль за досягнення двадцятого століття;
- 2001 — Орден Честі.
- 2019 — 30 травня МАС назвав на честь Кіладзе один із кратерів Плутона[2]